# Ohlertidion ohlerti
Ohlertidion ohlerti is een spinnensoort in de taxonomische indeling van de kogelspinnen (Theridiidae).
Het dier behoort tot het geslacht Ohlertidion. De wetenschappelijke naam van de soort werd voor het eerst geldig gepubliceerd in 1870 door Tord Tamerlan Teodor Thorell.